# Саут-Тафт (Каліфорнія)
Саут-Тафт (англ. South Taft) — переписна місцевість (CDP) в США, в окрузі Керн штату Каліфорнія. Населення — 2100 осіб (2020).

## Географія
Саут-Тафт розташований за координатами 35°7′46″ пн. ш. 119°27′27″ зх. д. / 35.12944° пн. ш. 119.45750° зх. д. (35.129309, -119.457502).  За даними Бюро перепису населення США в 2010 році переписна місцевість мала площу 2,79 км², уся площа — суходіл.

## Демографія
Згідно з переписом 2010 року, у переписній місцевості мешкало 2169 осіб у 606 домогосподарствах у складі 440 родин. Густота населення становила 778 осіб/км².  Було 733 помешкання (263/км²).
Расовий склад населення:
| - 64,7 % — білих - 2,5 % — корінних американців - 1,0 % — чорних або афроамериканців - 0,5 % — вихідців з тихоокеанських островів - 0,2 % — азіатів - 27,5 % — осіб інших рас |

До двох чи більше рас належало 3,6 %. Частка іспаномовних становила 42,9 % від усіх жителів.
За віковим діапазоном населення розподілялося таким чином: 33,7 % — особи молодші 18 років, 59,9 % — особи у віці 18—64 років, 6,4 % — особи у віці 65 років та старші. Медіана віку мешканця становила 27,1 року. На 100 осіб жіночої статі у переписній місцевості припадало 116,9 чоловіків;  на 100 жінок у віці від 18 років та старших — 119,1 чоловіків також старших 18 років.
Середній дохід на одне домашнє господарство  становив 43 524 долари США (медіана — 38 512), а середній дохід на одну сім'ю — 42 842 долари (медіана — 36 250). За межею бідності перебувало 19,9 % осіб, у тому числі 18,3 % дітей у віці до 18 років та 0,0 % осіб у віці 65 років та старших.
Цивільне працевлаштоване населення становило 607 осіб. Основні галузі зайнятості: сільське господарство, лісництво, риболовля — 33,1 %, роздрібна торгівля — 14,3 %, виробництво — 10,5 %, будівництво — 9,1 %.